# Benita Fitzgeraldová
Benita Fitzgerald-Brown (* 6. července 1961 Warrenton, Virginie) je bývalá americká atletka, specializující se na krátké překážkářské tratě, olympijská vítězka v běhu na 100 metrů překážek z roku 1984.

## Sportovní kariéra
Ve svých dvaceti letech se stala halovou mistryní USA v běhu na 60 metrů překážek. Na trati 100 metrů překážek získala titul mistryně USA dvakrát – v roce 1983 a 1986. Svého největšího úspěchu dosáhla na olympiádě v Los Angeles v roce 1984, když se stala olympijskou vítězkou na 100 metrů překážek.

## Osobní rekordy
- 60 m př. (hala) – 8,18 s – 29. ledna 1983, Louisville
- 100 m př. (dráha) – 12,84 s – 4. června 1983, Houston